# 1878 год в кино

## Фильм
- «Салли Гарднер в галопе» (англ. Horse in Motion)